# The Ultraman
The Ultraman (яп. ザ☆ウルトラマン Дза Урутораман, Ультрамен) — японский аниме-сериал, созданный студией Nippon Sunrise, по мотивам японского телешоу Ultraman (1966—1967). Сериал транслировался по телеканалу TBS с 4 апреля 1979 года по 26 марта 1980 года. Всего выпущено 50 серий аниме. Сериал также транслировался на территории Испании и Франции.

## Сюжет
В будущем будет обнаружена развитая цивилизация, которая существует в ином пространстве. Так называемые «Ультраны» посещали и раньше Землю. Теперь человечество хочет отправить своего посланника и им становится юный Хикари. От Ультранов он получает «звезду», особую силу, с помощью которой Хикари должен защищать человечество от монстров и инопланетных агрессоров.

## Роли озвучивали
- Масато Ибу — Ультрамен Джониас
- Кэй Томияма — Тёитиро Хикари
- Хидэкацу Сибата — Дайсукэ Гондо
- Суми Симамото — Мицуми Хосикава
- Синго Канэмото — Кэй Марумэ
- Нихэй Масанари — Хироаки Тобэ
- Дзюмпэй Такигути — Пиг
- Сигэру Тиба — Манки
- Кадзуо Кумакура — Профессор Нисики
- Рюсукэ Сиоми — Секретарь Сакурада
- Эйдзи Каниэ — Голос за кадром